# Kurtaczek angolski
Kurtaczek angolski (Pitta angolensis) – gatunek ptaka z rodziny kurtaczków (Pittidae), zamieszkujący Afrykę Subsaharyjską. Nie jest zagrożony wyginięciem.

## Występowanie i biotop
Występuje w Afryce Zachodniej (gdzie prowadzi osiadły tryb życia) oraz Afryce Środkowej i Wschodniej (gdzie jest ptakiem wędrownym). Osobniki zabłąkane spotykane także w Południowej Afryce i Etiopii. Występuje do wysokości 1000 m n.p.m. Zasiedla tereny leśne.

## Podgatunki

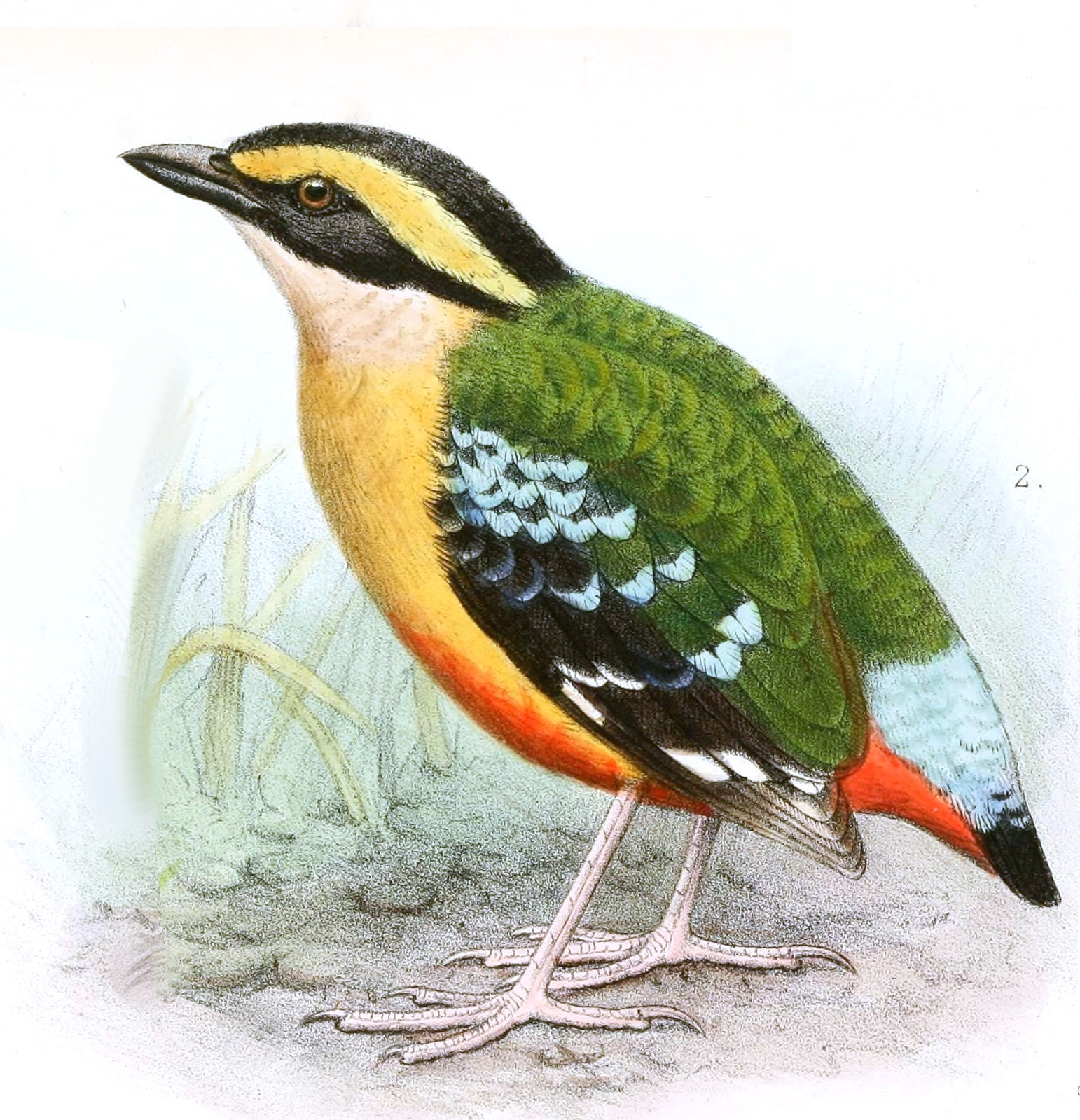
P. a. longipennis na ilustracji z 1903 roku

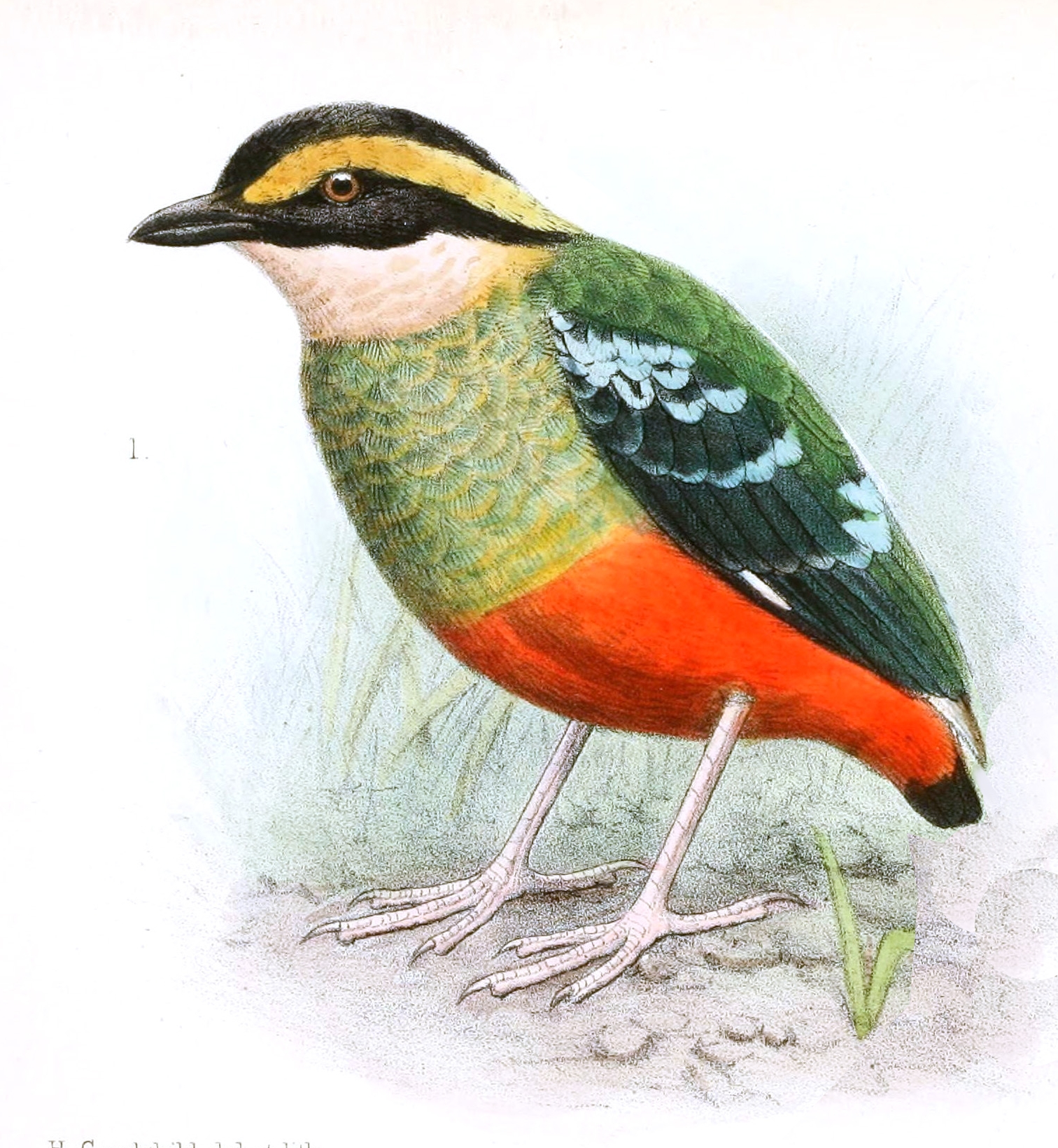
P. a. reichenowi na ilustracji z 1903 roku

Wyróżnia się cztery podgatunki, które zamieszkują:
- P. a. pulih Fraser, 1843 – Sierra Leone do zachodniego Kamerunu
- P. a. angolensis Vieillot, 1816 – kurtaczek angolski – południowo-zachodni Kamerun do północno-zachodniej Angoli
- P. a. longipennis Reichenow, 1901 – południowo-wschodnia Demokratyczna Republika Konga do południowo-wschodniej Tanzanii i na południe po skrajnie północno-wschodnią RPA
- P. a. reichenowi Madarász, 1901 – kurtaczek zielonopierśny – plamowo zachodni Kamerun do południowej Ugandy oraz środkowej Demokratycznej Republiki Konga

Takson reichenowi jest przez wielu autorów podnoszony do rangi gatunku.

## Morfologia
Długość ciała około 22 cm. Krępa budowa ciała o krótkim ogonie. Dziób czarny, nogi brązowożółte. Upierzenie grzbietu i skrzydeł zielone; kuper i pokrywy skrzydłowe niebieskie. Spód beżowy przechodzący w czerwień na dole brzucha. Czubek głowy czarny z szerokim paskiem biegnącym przez oko w tym samym kolorze.

## Ekologia i zachowanie

### Tryb życia
Ptak większą część dnia spędza na dnie lasu, tylko czasem wzlatuje na wyższe gałęzie, uciekając przed niebezpieczeństwem. Przeważnie na widok zagrożenia nieruchomieje. Migruje w nocy.

### Pożywienie
Pokarm stanowią bezkręgowce.

### Lęgi
Samica składa 2–4 białawe z czerwonymi plamami jaja do gniazda umieszczonego nad ziemią w formie kuli z wejściem z boku.

## Status i zagrożenia
Międzynarodowa Unia Ochrony Przyrody (IUCN) uznaje kurtaczka angolskiego za gatunek najmniejszej troski (LC – Least Concern) nieprzerwanie od 1988 roku. Liczebność światowej populacji nie została oszacowana, ale ptak ten opisywany jest jako lokalnie pospolity. Trend liczebności populacji uznaje się za spadkowy ze względu na niszczenie i degradację siedlisk. IUCN klasyfikuje kurtaczka zielonopierśnego jako osobny gatunek, ale także zalicza go do kategorii najmniejszej troski; trend liczebności jego populacji jest oceniany jako spadkowy ze względu na utratę siedlisk.